# Campo Lindo (Cabimas)
Campo Lindo es uno de los sectores que conforman la ciudad de Cabimas en el estado Zulia (Venezuela). Pertenece a la parroquia Jorge Hernández.

## Ubicación
Se encuentra entre los sectores Democracia y la Pastora al norte (calle San Mateo), al este Dr Raúl Osorio Lazo (Av 34), al sur José Félix Rivas (calle 7 de Mayo) y Libertador al oeste (Av 32). Está constituido con las esquinas de la "Av 32" con calle "San Mateo", "Av 34" con calle "San Mateo", "Av 34" con carretera "La L" y "Av 32" con carretera "La L".

## Zona residencial
Campo Lindo, tiene un terreno que sirve de estadio, además de vías en mal estado, algunas de ellas de tierra. También tiene galpones de talleres e industrias. Cuenta con cancha y un módulo de Barrio adentro. El barrio cuenta con 4 consejos comunales los cuales están constituidos por sus habitantes.

## Transporte
Las líneas "32" y "El Lucero" pasan por la Av 32. Las líneas "Nueva Cabimas" y "Nueva Rosa" pasan por la Av 34.